# Brzeziniec (województwo dolnośląskie)
Brzeziniec (niem. Birkicht) – wieś w Polsce położona w województwie dolnośląskim, w powiecie lwóweckim, w gminie Mirsk.

## Podział administracyjny
W latach 1975–1998 miejscowość administracyjnie należała do województwa jeleniogórskiego.

## Położenie
Brzeziniec to mała wieś łańcuchowa o długości około 1,7 km leżąca na Pogórzu Izerskim, w północnej części Kotliny Mirska, na prawym brzegu Kwisy, na wysokości około 225–235 m n.p.m..

## Historia
Podczas II wojny światowej, w latach 1941-1944 do miejscowości tej wysyłanych było wielu młodych Polaków na roboty u niemieckich gospodarzy. Często to tam rozgrywała się tragedia 16-letnich Polaków, którzy podczas nocnych łapanek na terytorium Polski było zmuszanych do pracy niegodnych i nieludzkich warunkach. 
Obecną nazwę wsi zatwierdzono administracyjnie 12 listopada 1946.